# 大里村 (愛知県)
大里村（おおさとむら）は、かつて愛知県中島郡にあった村。現在の稲沢市の南東部に該当する。

## 歴史
江戸時代末期、この地域は尾張藩領であった。
- 1906年（明治39年）5月10日 - 市田村、四家村、島田村、奥田村、日下部村が合併し、大里村が発足。
- 1909年（明治42年）10月1日 - 西市場が分離し、西春日井郡清洲町（現・清須市）に編入される。
- 1955年（昭和30年）4月15日 - 稲沢町、明治村、千代田村と合併し、改めて稲沢町が発足。同日大里村廃止。

## 教育

### 中学校
- 大里村立大里中学校

### 小学校
- 大里村立大里東小学校
- 大里村立大里西小学校

## 公共交通機関
- 国鉄東海道本線
  - 清洲駅
- 名古屋鉄道名古屋本線
  - 奥田駅・大里駅
  - 大里駅の名古屋寄りの清洲町西市場に増田口駅があったが、1944年に休止、その後廃止されている。

## 出身者
- 加藤勝太郎[3] - 加藤商会（旧加藤商会ビル）社長を務めた貿易商。